# جیاندومنیکو مستو
جیاندومنیکو مستو (به ایتالیایی: Giandomenico Mesto) بازیکن فوتبال و اهل ایتالیا است 

## تیم ملی
از سال ۲۰۰۵ میلادی عضو تیم ملی فوتبال ایتالیا بوده و در ۳ بازی ملی حضور داشته‌است. او در بازی‌های ملی‌اش گلی به ثمر نرساند.